# Lilla Bjällerup

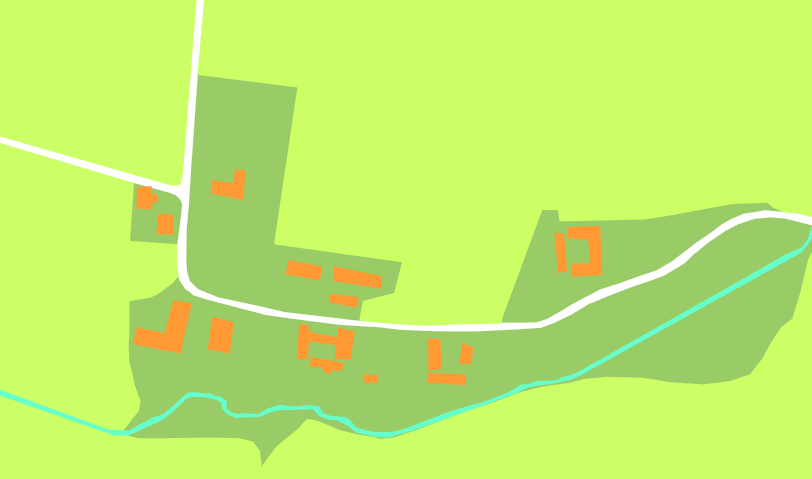
Karta över Lilla Bjällerup.

Lilla Bjällerup är en bebyggelse i Staffanstorps kommun, Sverige vid gränsen till Lunds kommun mellan Stora Råby och Stora Bjällerup. SCB avgränsar här sedan 2023 en småort.